# کالاوانا
کالاوانا (به لاتین: Kalawana) یک منطقهٔ مسکونی در سری‌لانکا است که در Kalawana Divisional Secretariat واقع شده‌است. کالاوانا ۳۷۹ کیلومتر مربع مساحت و ۵۱٬۳۰۷ نفر جمعیت دارد.